# Michał Kulczycki

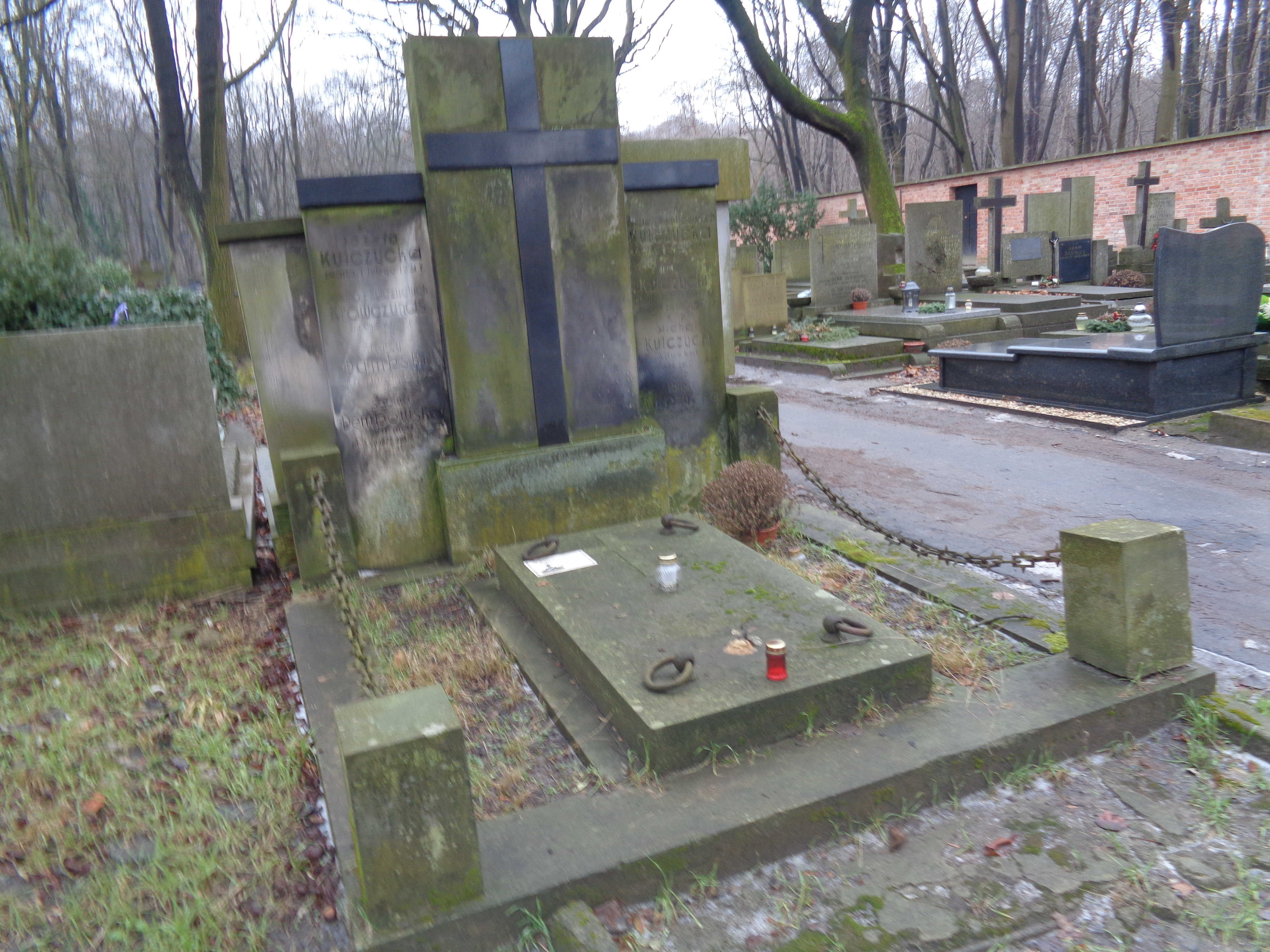
Grób Michała Kulczyckiego na cmentarzu Powązkowskim

Michał Kulczycki (ur. 14 października 1886 w Bogutach-Piankach, zm. 17 czerwca 1963 w Warszawie) – polski adwokat, prezes Naczelnej Rady Adwokackiej 1946–1951 i 1956–1959

## Życiorys
Po usunięciu z rządowego gimnazjum męskiego w Warszawie, uzyskał maturę jako ekstern w gimnazjum rządowym w Kiszyniowie. W 1912 ukończył studia na wydziale prawa Cesarskiego Uniwersytetu Dorpackiego. W latach 1912–1917 mieszkał w Winnicy, gdzie przygotowywał się do zawodu adwokata u Jana Ołtarzewskiego. Po odzyskaniu przez Polskę niepodległości pracował w prokuraturze wojskowej. Od 1923 wykonywał zawód adwokata. Pracował jako radca prawny w warszawskiej elektrowni i zakładach energetycznych. W 1934 został wybrany do Rady Adwokackiej w Warszawie. W 1945 minister sprawiedliwości nominował go na dziekana jej tymczasowego zarządu. W latach 1946–1951 i 1956–1959 piastował funkcję prezesa Naczelnej Rady Adwokackiej, od 1951 do 1956 - jej wiceprezesa. W 1959 został jej skarbnikiem. Zainicjował wydawanie kwartalnika Biuletyn Naczelnej Rady Adwokackiej, w 1957 przekształconego w miesięcznik Palestra. Brał udział w przygotowaniach do Pierwszego Ogólnopolskiego Zjazdu Adwokatów w 1959. Przewodniczył komisji zarządzającej Funduszem Samopomocy Koleżeńskiej NRA. Jako skarbnik dbał o wyposażenie biblioteki NRA. Był inwigilowany przez Urząd Bezpieczeństwa. Spoczywa na cmentarzu Powązkowskim w Warszawie (kwatera 323, rząd 6, grób 28/29).
W 1954 został odznaczony Złotym Krzyżem Zasługi i Medalem 10-lecia Polski Ludowej.